# 佐治真規子
佐治 真規子（さじ まきこ、1969年10月23日 - ）はフリーアナウンサー・ラジオディレクター。放送大学の元アナウンサー。以前はNHKの契約キャスターであった。

## 来歴
宮城県仙台市出身。1988年宮城第二女子高校卒業。1993年に宮城教育大学教育学部卒業後、NHK仙台放送局に専属契約キャスターとして入局。「イブニングネットワークみやぎ」などを担当。
2000年度から渋谷区のNHK放送センターテレビニュース部などに配属、
日本列島ふるさと発、お元気ですか日本列島、ラジオあさいちばんのキャスターを務めた。2010年度からは放送大学のアナウンサーに転じたが、2013年3月で放送大学学園を退職し、4月からはアナウンス指導者やラジオディレクターや番組において聞き手として活動している。

## 現在の担当番組
- ラジオ深夜便 - 「からだの知恵袋」や「明日へのことば」を中心に、「聞き手」として出演。番組ディレクターを担当。

## 放送大学時代の出演番組
- 放送大学 - 「大学の窓」（テレビ・ラジオとも）
- 発達科学の先人たち('16) - 聞き手（第13回、平成28年度第1学期〜令和5年度第2学期）
- 交通心理学（’17） - 聞き手
- 市民生活と裁判（’18） - 聞き手
- 地理空間情報の基礎と活用（’22） - 聞き手
- 新時代の生徒指導（’23） - 聞き手

## NHK仙台放送局・放送センター時代の担当番組
- NHK仙台放送局 -  みやぎもうすぐお昼[1]
- BS1 - 「日本列島ふるさと発」（2000年3月27日～2003年9月19日番組終了まで）
- 総合テレビ - 「お元気ですか日本列島」ぐるっとニュースの関東・甲信越担当（2003年9月-2004年3月）
- ラジオ第一 - 「ラジオあさいちばん」（2010年3月まで、平日隔週、6年間担当[4]）